# Cebollatí
Cebollatí è un comune dell'Uruguay, situato nel Dipartimento di Rocha.